# Sisowath Watchayavong
Sisowath Watchayavong (ur. 13 sierpnia 1891, zm. 30 stycznia 1972) – kambodżański książę, polityk.
Był synem Sisowath Vathanavongsa i wnukiem króla Sisowatha. Pełnił funkcję ministra sprawiedliwości (1946-1948). Działał w założonej przez Sisowatha Yuthevonga Partii Demokratycznej. Po przedwczesnej śmierci Yuthevonga (17 lipca 1947) został (25 lipca 1947) wybrany nowym przywódcą tego ugrupowania. Objął także stanowisko premiera. Na czele rządu stał do 20 lutego 1948.